# 名家匯

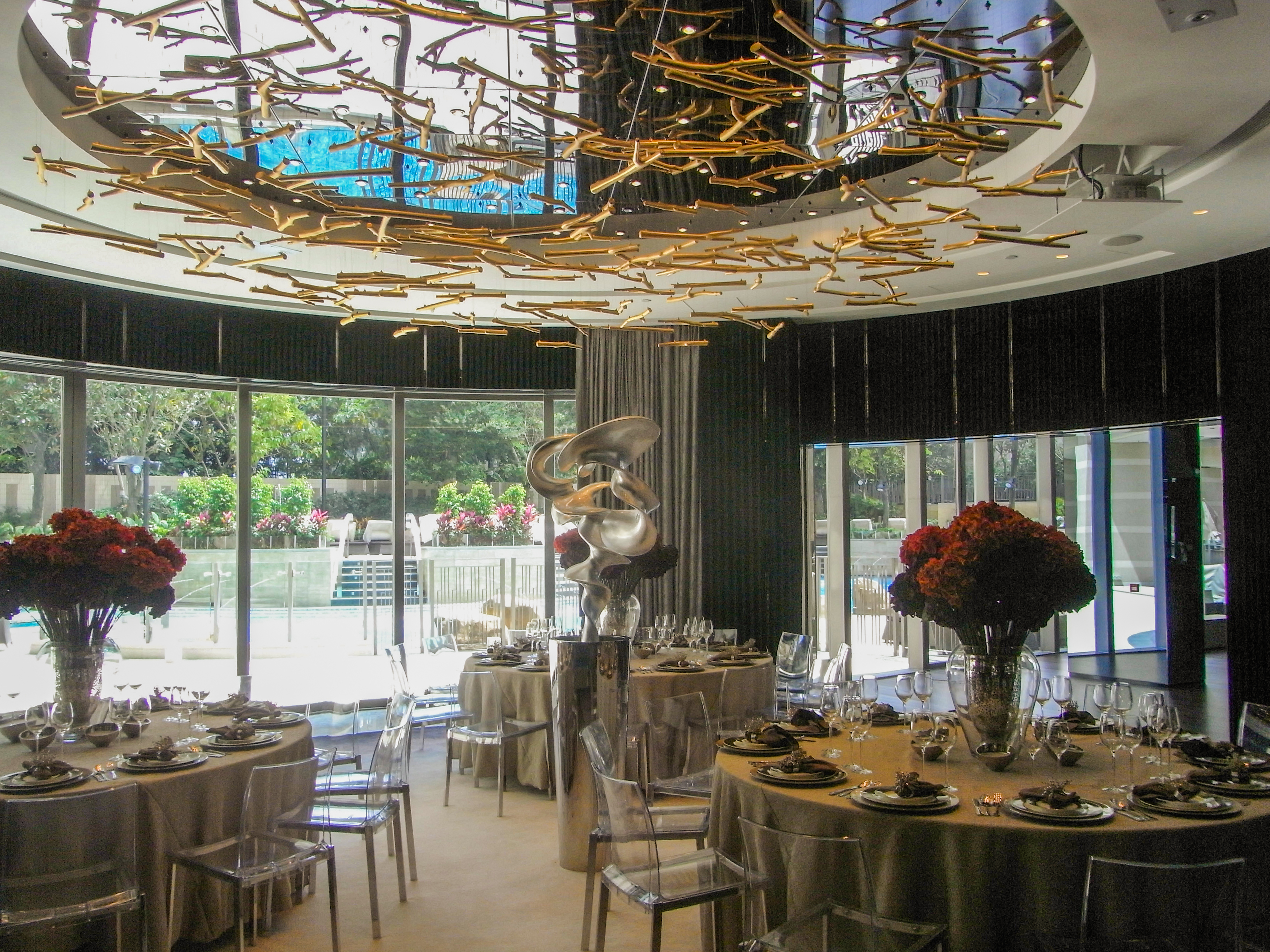
名家匯會所內的宴會廳

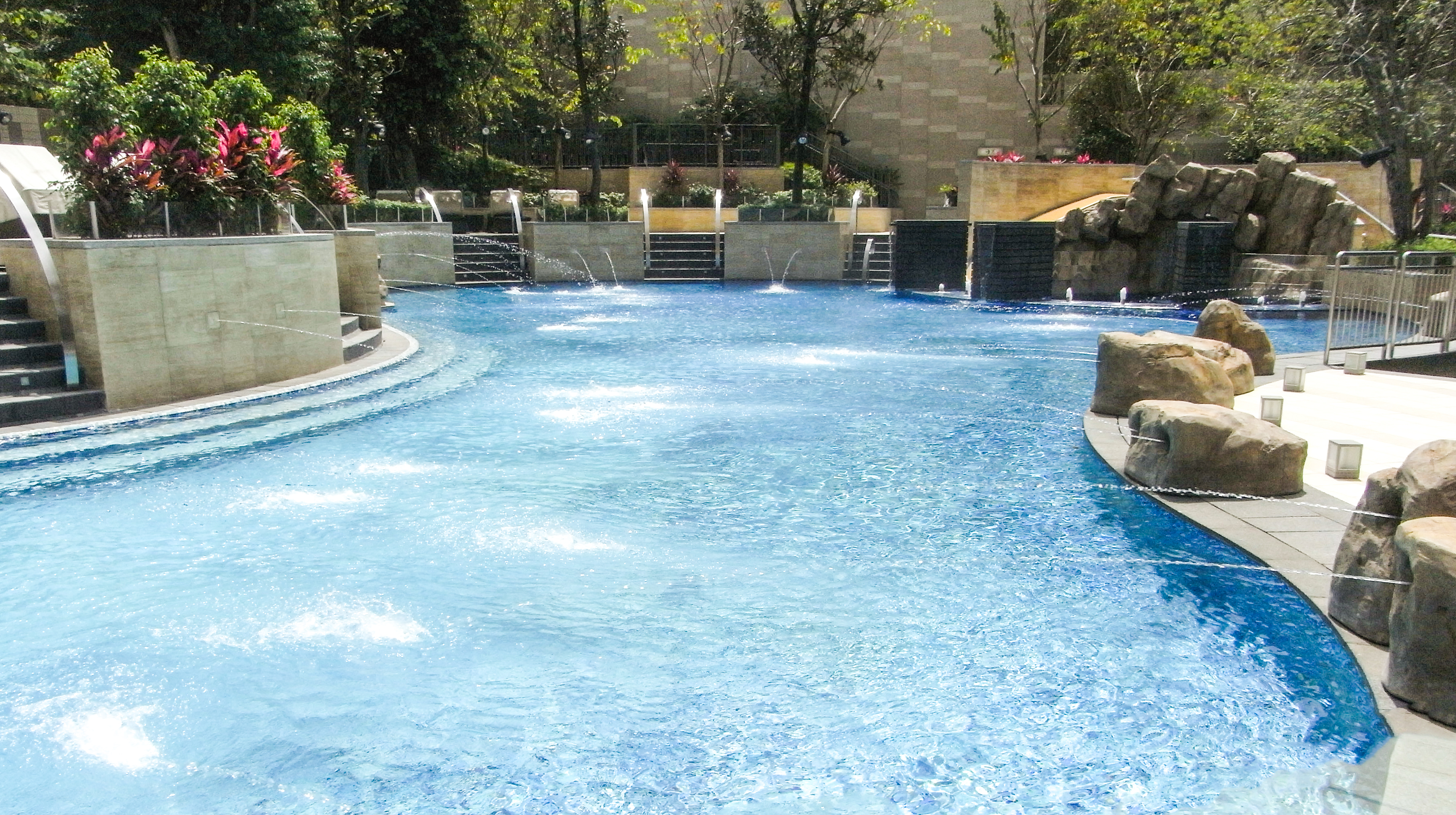
室外游泳池

名家匯（英語：Hill Paramount），位於香港新界沙田大圍顯泰街18號的一個小型私人屋苑，於仁安醫院側，共設2座27層高的物業（不包括2層會所及2層室內停車場）及4座3層高的洋房，由關善明建築師事務所設計；由恒基兆業地產（以宇金有限公司為名）發展，管理公司為發展商旗下公司偉邦物業管理；2010年10月22日入伙，管理費為平均每月每平方呎建築面積約$2.98。

## 簡介
由於住宅望向山景及十分寧靜，故發展商把其包裝成豪宅，開售呎價達至約11,000元起。大廈樓高31層，分為2座，共提供153個單位，為一梯三伙，而單位約介乎1500-5300平方呎。另設4座3層高的洋房，每座設有獨立電梯及私家游泳池。而另有3層高的停車場。

## 歷史
名家匯前身為同是恒基兆業地產的仁安醫院側的露天停車場。到1990年代因醫院營運出現問題，恒基主席李兆基每個月需注資300萬繳付員工薪金，所以到1988年至2000年申請將部份用地改變為住宅用途，最終獲城規會於2000年6月通過建成6座住宅，2004年補地價逾6億元，於2010年2月開售。審計於2012年報告披露該醫院違反批地條款，業主恒基成功向地政總署申請改變土地用途，獲利23億。事件引起公民黨立法會議員郭家麒質疑是否涉及利益輸送。

## 命名
發展商由於物業可望多個山景（包括獅子山、筆架山、尖山、金山及針山等），故稱為「名家匯」。

## 會所
物業設有豪華會所「名家會所」Master Club，位在5樓平台上，面積近70,000方呎，其設施包括包括園林泳池及露天風呂按摩池，水療室、運動室、宴會廳、私人影院、卡拉OK房、仿滑雪練習場的滑雪練習機、遊戲室及桌球室等。游泳池旁邊另外設有兒童遊樂專區，更有小型迷宮。

## 附近住宅
- 瑞鋒花園
- 聚龍居

## 外部連結
- 名家匯 官方網頁（页面存档备份，存于）

22°21′40″N 114°10′33″E / 22.3610°N 114.1757°E